# CCH Pounder

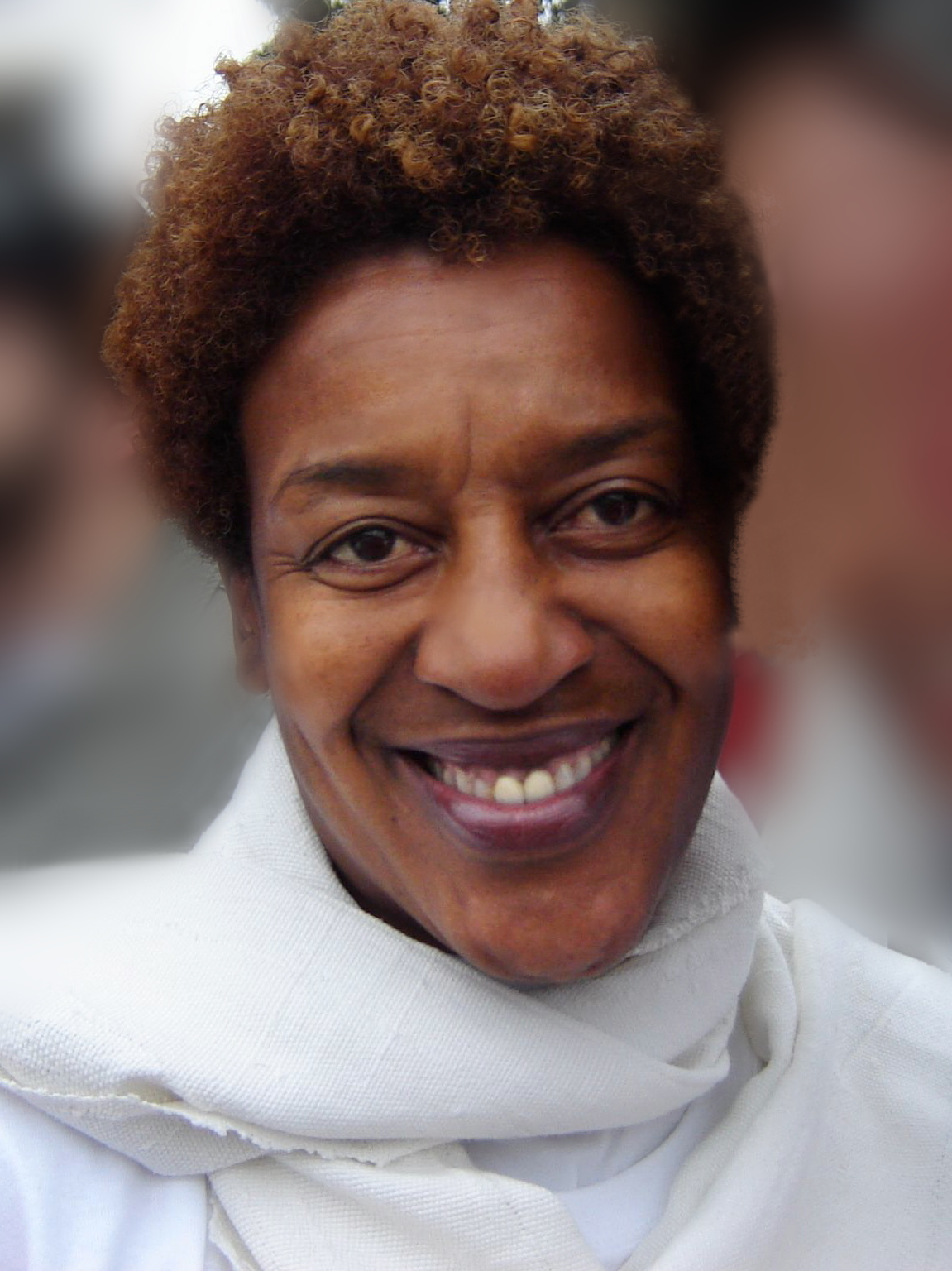
CCH Pounder (2007)

Carol Christine Hilaria Pounder (* 25. Dezember 1952 in Georgetown, Guyana), bekannt als CCH Pounder, ist eine US-amerikanische Film- und Fernsehschauspielerin.

## Leben und Werk
Ihr Filmdebüt gab sie in dem preisgekrönten Film Hinter dem Rampenlicht (All That Jazz). Danach hatte sie in vielen anderen erfolgreichen Filmen kleinere Nebenrollen.
Vorrangig hat Pounder sich immer auf ihre Karriere als Fernsehschauspielerin konzentriert. Seit den frühen 1980er Jahren hatte sie einige Gastauftritte in der Serie Polizeirevier Hill Street und in anderen erfolgreichen Serien wie Miami Vice, L.A. Law – Staranwälte, Tricks, Prozesse, Akte X – Die unheimlichen Fälle des FBI und Zurück in die Vergangenheit. International bekannt wurde sie als Marianne Sägebrechts Co-Star in Out of Rosenheim. Von 1994 bis 1997 wurde sie dann für eine längere Periode von Gastauftritten in der Serie Emergency Room – Die Notaufnahme engagiert. Nach diesem Engagement folgten kleine Gastauftritte, wie in Practice – Die Anwälte oder Law & Order: Special Victims Unit.
Ab 2002 spielte sie in der vielfach wegen ihrer offenen Zurschaustellung von Gewalt kritisierten Fernsehserie The Shield – Gesetz der Gewalt eine Hauptrolle neben Michael Chiklis und Glenn Close. 2009 erhielt sie für ihren Gastauftritt als Mrs. Curtin in der Serie Eine Detektivin für Botswana (Folge 4: Das afrikanische Herz) ihre vierte Emmy-Nominierung. 2009 bis 2014 spielte Pounder mit einer wiederkehrenden Nebenrolle in der Serie Warehouse 13. Von September 2014 bis Mai 2021 war sie sieben Staffeln lang im Navy-CIS-Spin-off Navy CIS: New Orleans in einer Hauptrolle als Loretta Wade zu sehen.
Sie lieh vielen Zeichentrickfiguren ihre Stimme, wie zum Beispiel in Gargoyles – Auf den Schwingen der Gerechtigkeit oder Die Liga der Gerechten.

## Filmografie

### Filme
- 1979: Hinter dem Rampenlicht (All That Jazz)
- 1980: Nachts in Union City (Union City)
- 1982: I’m Dancing as Fast as I Can
- 1984: Booker (Fernsehfilm)
- 1985: Go Tell It on the Mountain
- 1985: Die Ehre der Prizzis (Prizzi’s Honor)
- 1986: Letzte Ruhe (Resting Place, Fernsehfilm)
- 1986: As Summers Die (Fernsehfilm)
- 1987: The Line (Fernsehfilm)
- 1987: Out of Rosenheim (Bagdad Café)
- 1987: On the Edge (Fernsehfilm)
- 1988: Um jeden Preis (Run Till You Fall)
- 1988: Im Zweifel für das Leben (Leap of Faith, Fernsehfilm)
- 1989: Tote lieben besser (Third Degree Burn, Fernsehfilm)
- 1989: Brennendes Schicksal (No Place Like Home, Fernsehfilm)
- 1990: Murder in Mississippi (Fernsehfilm)
- 1990: Grüße aus Hollywood (Postcards from the Edge)
- 1990: Psycho IV – The Beginning (Fernsehfilm)
- 1992: The Importance of Being Earnest
- 1993: Aufruhr in Little Rock (The Ernest Green Story, Fernsehfilm)
- 1993: Farben des Todes (For Their Own Good, Fernsehfilm)
- 1993: Benny und Joon (Benny & Joon)
- 1993: Sliver
- 1993: RoboCop 3
- 1993: Die Terrorkapsel (Lifepod, Fernsehfilm)
- 1993: Im Bann der Tiefe (The Disappearance of Christina, Fernsehfilm)
- 1993: New Year (Fernsehfilm)
- 1995: Ritter der Dämonen (Tales from the Crypt: Demon Knight)
- 1995: Zooman (Fernsehfilm)
- 1995: Rusta – Planet der Tränen (White Dwarf, Fernsehfilm)
- 1995: Jack Reed: Vertrauter Killer (Jack Reed: One of Our Own, Fernsehfilm)
- 1996: Ihr größter Wunsch (All She Ever Wanted, Fernsehfilm)
- 1996: Haus der stummen Schreie (If These Walls Could Talk, Fernsehfilm)
- 1997: Things That Go Bump (Fernsehfilm)
- 1997: Im Körper des Feindes (Face/Off)
- 1998: Schreiendes Unrecht (Final Justice, Fernsehfilm)
- 1998: Melting Pot
- 1998: Blossoms and Veils (Kurzfilm)
- 1998: Little Girl Fly Away (Fernsehfilm)
- 1999: Batman Beyond: The Movie (Fernsehfilm, Stimme)
- 1999: Tom Clancy’s NetForce (NetForce, Fernsehfilm)
- 1999: Funny Valentines
- 1999: A Touch of Hope (Fernsehfilm)
- 1999: The Big Day
- 1999: End of Days – Nacht ohne Morgen (End of Days)
- 2000: Cora Unashamed (Fernsehfilm)
- 2000: Eine Liebe in Brooklyn (Disappearing Acts, Fernsehfilm)
- 2001: Things Behind the Sun
- 2001: Boykott (Boycott, Fernsehfilm)
- 2002: Tèt Grenné
- 2002: Baby of the Family
- 2004: Redemption – Früchte des Zorns (Redemption: The Stan Tookie Williams Story, Fernsehfilm)
- 2008: Rain
- 2008: The Tower (Fernsehfilm)
- 2009: Avatar – Aufbruch nach Pandora (Avatar)
- 2009: Orphan – Das Waisenkind (Orphan)
- 2010: My Girlfriend’s Back
- 2012: Home Again
- 2013: Chroniken der Unterwelt – City of Bones (The Mortal Instruments: City of Bones)
- 2019: Godzilla II: King of the Monsters
- 2022: Avatar: The Way of Water
- 2023: Rustin
- 2025: Die nackte Kanone (The Naked Gun)

### Serien
- 1981–1986: Polizeirevier Hill Street (Hill Street Blues, Fernsehserie, 3 Folgen)
- 1985: American Playhouse (Fernsehserie, Folge 4x05)
- 1985: The Atlanta Child Murders (Miniserie, 2 Folgen)
- 1986: Rache ist ein süßes Wort (If Tomorrow Comes, Miniserie, Folge 1x01)
- 1986: The Hogan-Clan (Fernsehserie, Folge 2x01)
- 1986: Cagney & Lacey (Fernsehserie, Folge 6x04)
- 1986–1992: L.A. Law – Staranwälte, Tricks, Prozesse (L.A. Law, Fernsehserie, 4 Folgen)
- 1987–1988: Women in Prison (Fernsehserie, 13 Folgen)
- 1989: CBS Schoolbreak Special (Fernsehserie, Folge 6x04)
- 1989: 227 (Fernsehserie, Folge 4x14)
- 1989: Miami Vice (Fernsehserie, Folge 5x21)
- 1990: Common Ground (Fernsehserie, 2 Folgen)
- 1990: Zurück in die Vergangenheit (Quantum Leap, Fernsehserie, Folge 3x07)
- 1990: Cop Rock (Fernsehserie, 4 Folgen)
- 1991: Lifestories (Fernsehserie, Folge 1x11)
- 1991: Alles total normal – Die Bilderbuchfamilie (True Colors, Fernsehserie, Folge 2x06)
- 1992: Hör mal, wer da hämmert (Home Improvement, Fernsehserie, Folge 1x17)
- 1992: Die Bill Cosby Show (The Cosby Show, Fernsehserie, Folge 8x20)
- 1993: Ein Strauß Töchter (Sisters, Fernsehserie, Folge 4x06)
- 1993: Wildes Land (Return to Lonesome Dove, Miniserie, 4 Folgen)
- 1994: Birdland (Fernsehserie, 6 Folgen)
- 1994: South Central (Fernsehserie, Folge 1x04)
- 1994: Biker Mice From Mars (Fernsehserie, Stimme, Folge 2x03)
- 1994: Akte X – Die unheimlichen Fälle des FBI (The X-Files, Fernsehserie, Folge 2x05)
- 1994: Robins Club (Robin’s Hoods, Fernsehserie, Folge 1x13)
- 1994–1995: Alles schön und Recht (Sweet Justice, Fernsehserie, 2 Folgen)
- 1994–1997: Emergency Room – Die Notaufnahme (ER, Fernsehserie, 24 Folgen)
- 1995: Living Single (Fernsehserie, Folge 3x11)
- 1995–1996: Gargoyles – Auf den Schwingen der Gerechtigkeit (Gargoyles, Fernsehserie, 2 Folgen, Stimme)
- 1996–1998: Millennium – Fürchte deinen Nächsten wie Dich selbst (Millennium, Fernsehserie, 5 Folgen)
- 1997: Besucher aus dem Jenseits – Sie kommen bei Nacht (House of Frankenstein, Fernsehserie, 2 Folgen)
- 1998: Histeria! (Fernsehserie, Stimme, Folge, 1x21)
- 1998: Ghost Cop (Fernsehserie, Folge 1x01)
- 1999: Batman of the Future (Batman Beyond, Fernsehserie, Folge 1x01, Stimme)
- 1999: Tage voller Blut – Die Bestie von Dallas (To Serve and Protect, Miniserie, Folge 1x01)
- 1999: Detention (Fernsehserie, Folge 1x04)
- 1999–2000: Rocket Power (Fernsehserie, Stimme, 4 Folgen)
- 2000: The West Wing – Im Zentrum der Macht (The West Wing, Fernsehserie, Folge 1x15)
- 2000: Rude Awakening – Nur für Erwachsene! (Rude Awakening, Fernsehserie, Folge 2x22)
- 2000: Outer Limits – Die unbekannte Dimension (The Outer Limits, Fernsehserie, Folge 6x13)
- 2000–2001: Static Shock (Fernsehserie, 2 Folgen)
- 2001: Practice – Die Anwälte (The Practice, Fernsehserie, 2 Folgen)
- 2001: Strong Medicine: Zwei Ärztinnen wie Feuer und Eis (Strong Medicine, Fernsehserie, Folge 1x22)
- 2001: The District – Einsatz in Washington (The District, Fernsehserie, Folge 2x05)
- 2001–2010: Law & Order: Special Victims Unit (Fernsehserie, 5 Folgen)
- 2002: For the People (Fernsehserie, Folge 1x04)
- 2002–2008: The Shield – Gesetz der Gewalt (The Shield, Fernsehserie, 88 Folgen)
- 2003: Jackie Chan Adventures (Fernsehserie, Folge 4x08)
- 2004: Girlfriends (Fernsehserie, Folge 4x12)
- 2004–2006: Die Liga der Gerechten (Justice League Unlimited, Fernsehserie, 9 Folgen, Stimme)
- 2005: Numbers – Die Logik des Verbrechens (NUMB3RS, Fernsehserie, Folge 1x03)
- 2006: W.i.t.c.h. (Fernsehserie, Stimme, 3 Folgen)
- 2007: American Masters (Fernsehserie, Folge 21x01, Stimme)
- 2009: Eine Detektivin für Botswana (The No. 1 Ladies’ Detective Agency, Fernsehserie, Folge 1x04)
- 2009: Brothers (Fernsehserie, 13 Folgen)
- 2009–2014: Warehouse 13 (Fernsehserie, 29 Folgen)
- 2011: Revenge (Fernsehserie, 2 Folgen)
- 2013: Perception (Fernsehserie, Folge 2x10)
- 2013–2014: Sons of Anarchy (Fernsehserie, 14 Folgen)
- 2014: Navy CIS (NCIS, Fernsehserie, 2 Folgen)
- 2014: Beware the Batman (Fernsehserie, Stimme, 2 Folgen)
- 2014–2021: Navy CIS: New Orleans (NCIS: New Orleans, Fernsehserie, 155 Folgen)
- 2015: Archer (Fernsehserie, Stimme, Folge 6x08)
- 2018: Die Garde der Löwen (The Lion Guard, Fernsehserie, Stimme, Folge 2x18)
- 2021: The Good Fight (Fernsehserie, 2 Folgen)
- 2024: 3 Body Problem (Fernsehserie, 2 Folgen)

### Produktion
- 2016: Ayiti mon amour

## Videospiele
- 1997: Fallout (Stimme von Vree)
- 2003: True Crime: Streets of LA (Stimme von Chief)
- 2013: Batman: Arkham Origins (Stimme von Amanda Waller)
- 2013: Batman: Arkham Origins – Blackgate (Stimme von Amanda Waller)
- 2014: Skylanders: Trap Team (Stimme von Golden Queen)
- 2015: Skylanders: SuperChargers (Stimme)
- 2016: Skylanders: Imaginators (Stimme von Golden Queen)
- 2016: Batman: Arkham Underworld (Stimme von Amanda Waller)